# Alex Callinicos
Pour les articles homonymes, voir Callinicos.
Alex Callinicos (né le 24 juillet 1950) est un intellectuel marxiste et militant trotskiste britannique.

## Biographie
Il est né le 24 juillet 1950 en Rhodésie du Sud (actuel Zimbabwe). Diplômé de l’université d’Oxford, il est aujourd’hui professeur (European Studies) au King's College de Londres. Il a publié une trentaine d’ouvrages en Angleterre et aux États-Unis.
Il est un des dirigeants du Socialist Workers Party (Royaume-Uni).
Son œuvre philosophique vise à étayer les conceptions marxistes des changements de la société ("Making History"), et s'opposer à des courants philosophiques plus populaires dans les universités d'aujourd'hui que ne l'est le marxisme ("Against post-modernism").
Ses livres politiques défendent les thèses de son parti : que les sociétés soviétique, cubaine, chinoise, etc n'avaient aucune trace de socialisme, qui doit être compris uniquement comme un contrôle démocratique sur l'économie par les salariés.

## Ouvrages
- Les idées révolutionnaires de Marx, Collection « Mille marxismes », AA Syllepse, mai 2008

## Sélection de textes en ligne
- Racisme et lutte des classes
- Marxisme et holocauste